# Velîka Bîihan, Bereg
Velîka Bîihan (în ucraineană Велика Бийгань, maghiară Nagybégány) este localitatea de reședință a comunei Velîka Bîihan din raionul Bereg, regiunea Transcarpatia, Ucraina.

## Demografie
Componența lingvistică a localității Velîka Bîihan
     Maghiară (87,53%)
     Ucraineană (11,89%)
     Alte limbi (0,58%)
Conform recensământului din 2001, majoritatea populației localității Velîka Bîihan era vorbitoare de maghiară (87,53%), existând în minoritate și vorbitori de ucraineană (11,89%).